# Арнаудов, Михаил
Михаил Петров Арнау́дов (5 октября 1878, Русе — 18 февраля 1978, София) — болгарский учёный, фольклорист, историк литературы. Академик Болгарской академии наук.

## Семья
Отец — Петр Сибинов Арнаудов, торговец. Мать — Друмка Панова. Братья — Димитр (работал в городской общине Русе, был её главным секретарём), Илия (оперный режиссёр, один из первых болгарских музыкальных режиссёров, первый постановщик в Болгарии опер Рихарда Вагнера). Супруга — Стефанка. Дети — Асен (экономист), Златка (пианистка), Петр (музыкальный педагог).

## Образование
Окончил государственную мужскую гимназию «Князь Борис» в Русе, Высшее училище в Софии (будущий Софийский университет; 1898), где изучал славянскую филологию, ученик профессора Ивана Шишманова. Специализировался в университетах Лейпцига и Берлина (1898—1900) и Праги (1903—1904), в котором получил степень доктора в области философии, славянской филологии и индологии (тема диссертации: «Български народни приказки»).

## Научно-педагогическая деятельность
Был учителем гимназий в Видине, с 1901 года — в Софии. С 1907 года — заместитель директора Народной академии в Софии. С 1908 года — ординарный доцент, с 1914 — экстраординарный профессор, с 1919 — ординарный профессор сравнительной литературной истории, в 1921—1922 — декан историко-филологического факультета, в 1935—1936 — ректор Софийского университета. В 1926 — директор Народного театра. В 1923—1927 и 1931—1933 — председатель Союза болгарских писателей. Являлся президентом Болгарской академии наук. Был членом литературной академии «Петёфи» (Венгрия), доктором honoris causa университетов Гейдельберга (1936) и Мюнстера (1943). Входил в состав масонской ложи «Светлина».
Автор многочисленных монографий, посвящённых выдающимся деятелям болгарской культуры — Паисию Хилендарскому, Неофиту Бозвели, Василу Априлову, Ивану Селиминскому, Георги Раковскому, Любену Каравелову. Исследовал творчество классиков болгарский литературы — Ивана Вазова, Пейо Яворова, Кирилла Христова, Йордана Йовкова, Димчо Дебелянова и др. Занимался изучением народной поэзии, один из основателей современной болгарской этнографии. Сторонник культурно-исторического метода в литературоведении. В 1925—1943 — редактор журнала «Българска мисъл». Выпустил библиографическое издание «Болгарские писатели» (тт. 1-6, 1929—1930; 2003—2004).

## Политическая деятельность и репрессии
С 1 июня по 2 сентября 1944 года — министр народного просвещения в правительстве Ивана Багрянова. После переворота 9 сентября 1944 арестован. За участие в деятельности правительства был приговорён так называемым Народным судом в 1945 году к 15 годам лишения свободы. В тюрьме занимался переводами с французского языка и подготовкой издания сочинений Ивана Вазова. Освобождён из заключения в 1947. Был исключён из Болгарской академии наук (восстановлен в 1961 году).

## Память об Арнаудове
Именем академика Арнаудова названа средняя школа в Софии. В Русе проходят «Арнаудовские чтения».

## Труды
- Български народни празници. (1918).
- Крали Марко в народната поезия. (1918).
- Студии върху българските обреди и легенди. (1920—1924).
- Увод в литературната наука. Задачи. История. Съвременно състояние. (1920).
- Психология на литературното творчество. (1931).
- Очерки по българския фолклор. (1934).
- Творци на Българското възраждане. (1940).
- Основи на литатурната наука, 2-е изд. (1942).
- Иван Вазов, 2-е изд. (1944).
- Из живота и поезията на Иван Вазов. (1958).
- Яворов. Личност, творчество, съдба. (1961).
- Психология на литературното творчество, 2-е изд. (1965; русский пер., 1968).
- Поети и герои на Българското възраждане. (1965).
- Г. С Раковски (1967).
- Веркович и Веда Словена. (1968).